# Liste des lacs du Canada
Cet article recense la liste (non exhaustive) des lacs du Canada. Le Canada est réputé pour posséder un très grand nombre de lacs ; le nombre de lacs dont la superficie dépasse 3 km2 est estimé à 31 190 par l'Atlas du Canada et il n'existe aucune estimation pour le nombre de lacs plus petits.

## Par superficie
Cette liste recense les lacs situés au moins en partie sur le territoire du Canada et dont la superficie totale excède 1 000 km2.
| Nom                                     | Superficie (km²) | Note    |
| --------------------------------------- | ---------------- | ------- |
| Lac Huron                               | 59 600           | [ n 1 ] |
| Grand lac de l'Ours                     | 31 800           |         |
| Grand lac des Esclaves                  | 28 930           |         |
| Lac Supérieur                           | 82 100           | [ n 2 ] |
| Lac Érié                                | 25 700           | [ n 3 ] |
| Lac Winnipeg                            | 24 400           |         |
| Lac Ontario                             | 18 960           | [ n 4 ] |
| Lac Athabasca                           | 7 935            |         |
| Lac Reindeer                            | 6 650            |         |
| Réservoir Smallwood                     | 6 527            |         |
| Lac Nettilling                          | 5 542            |         |
| Lac Winnipegosis                        | 5 374            |         |
| Lac Nipigon                             | 4 848            |         |
| Lac Manitoba                            | 4 624            |         |
| Lac des Bois                            | 4 350            | [ n 5 ] |
| Réservoir de Caniapiscau                | 4 318            |         |
| Lac Dubawnt                             | 3 833            |         |
| Lac Amadjuak                            | 3 115            |         |
| Lac Melville                            | 3 069            | [ n 6 ] |
| Réservoir Robert-Bourassa               | 2 835            |         |
| Lac Wollaston                           | 2 681            |         |
| Lac Mistassini                          | 2 335            |         |
| Lac Nueltin                             | 2 279            |         |
| Lac De-l'Indien-du-Sud                  | 2 247            |         |
| Réservoir Manicouagan                   | 1 942            |         |
| Lac Baker (Nunavut)                     | 1 887            |         |
| Lac La Martre                           | 1 776            |         |
| Lac Williston                           | 1 761            |         |
| Lac Seul                                | 1 657            |         |
| Réservoir Gouin                         | 1 570            |         |
| Lac Yathkyed                            | 1 449            |         |
| Lac Clair                               | 1 436            |         |
| Lac Cree                                | 1 434            |         |
| Lac la Ronge                            | 1 413            |         |
| Lac Wiyâshâkimî (ex-lac à l'Eau-Claire) | 1 383            |         |
| Lac Du-Cèdre                            | 1 353            |         |
| Lac Kasba                               | 1 341            |         |
| Réservoir Laforge 1                     | 1 288            |         |
| Lac Bienville                           | 1 249            |         |
| Lac De-l'Île                            | 1 223            |         |
| Petit-Lac-des-Esclaves                  | 1 168            |         |
| Lac Des-Dieux                           | 1 151            |         |
| Lac Champlain                           | 1 130            | [ n 5 ] |
| Lac Sainte-Claire                       | 1 114            | [ n 5 ] |
| Lac Aberdeen                            | 1 100            |         |
| Lac Bras d'Or                           | 1 099            | [ n 6 ] |
| Lac Napaktulik                          | 1 080            |         |
| Lac MacKay                              | 1 061            |         |
| Lac Saint-Jean                          | 1 041            |         |
| Réservoir Opinaca                       | 1 040            |         |

## Par province ou territoire

### Alberta

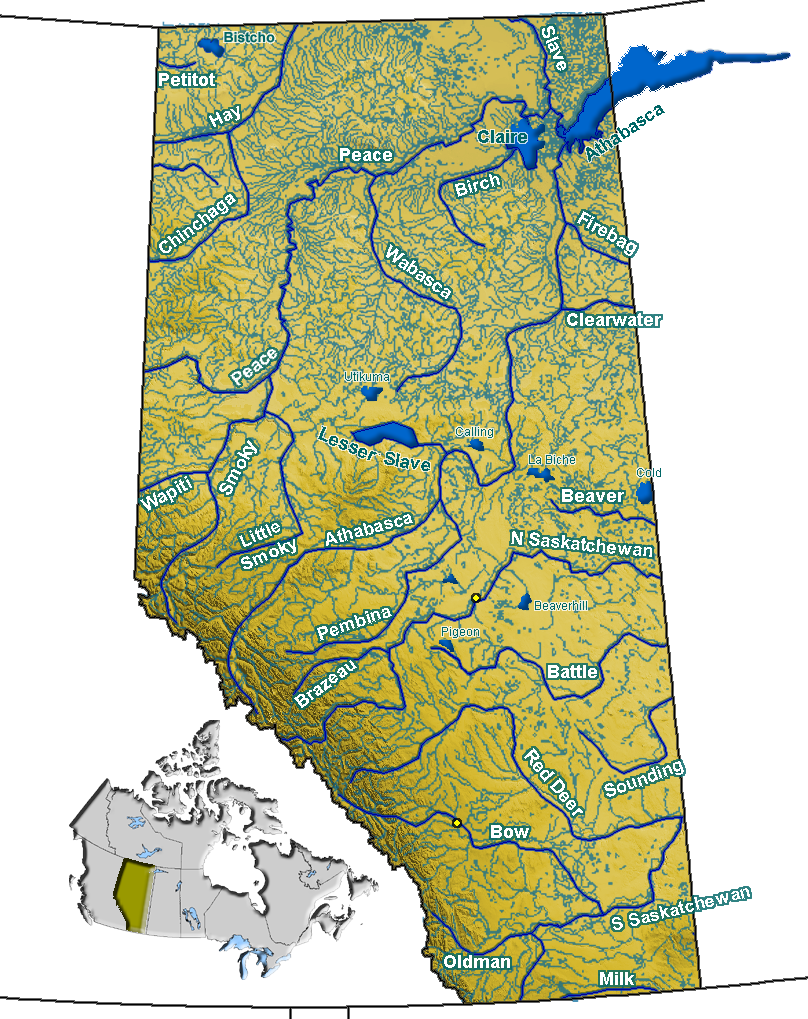
Réseau hydrographique de l'Alberta

- Lac Athabasca (partagé avec la Saskatchewan)
- Lac Beaverhill
- Lac Bistcho
- Lac Brûlé
- Lac Calling
- Lac Claire (Alberta)
- Lac Cold (partagé avec la Saskatchewan)
- Lac Jackfish
- Lac la Biche
- Lac Louise
- Lac Moraine
- Petit-Lac-des-Esclaves
- Lac Peyto
- Lac Primrose (partagé avec la Saskatchewan)
- Lac Utikuma
- Lac Waterton Supérieur (partagé avec le Montana aux États-Unis)
- Lac Winefred

### Colombie-Britannique

Réseau hydrographique de la Colombie-Britannique

On dénombre 861 lacs en Colombie-Britannique. Du fait du relief, ils ont pratiquement tous une forme allongée et un grand nombre d'entre eux peut être considéré comme l'élargissement d'un cours d'eau.
- Lac Adams
- Lac Arrow Lakes
- Lac Atlin (partagé avec le Yukon)
- Lac Babine
- Lac Bennett (partagé avec le Yukon)
- Lac Berg
- Lac Burnaby
- Lac Chilko
- Lac Christina
- Lac Francois
- Lac Garibaldi
- Lac Kamloops
- Lac Kinbasket
- Lac Kootenay
- Lac Lakelse
- Lac Mabel
- Lac Meziadin
- Réservoir Nechako
- Lac Okanagan
- Lac Ootsa (fait partie du réservoir Nechako depuis 1954)
- Lac Quesnel
- Lac Ross
- Lac Shuswap
- Lac Stuart
- Lac Swan
- Lac Tagish (partagé avec le Yukon)
- Lac Tatlayoko
- Lac Teslin (partagé avec le Yukon)
- Lac Williston (lac de barrage, plus grande étendue d'eau douce de Colombie-Britannique)
- Lac Windermere

### Manitoba
- Lac des Cèdres (lake Cedar)
- Lac Clearwater
- Lac Cross
- Lac Dauphin
- Lac Gods
- Lac Granville
- Lac Island
- Lac Manitoba
- Lac Molson
- Lac Nueltin (partagé avec le Nunavut)
- Lac Oxford
- Lac Playgreen
- Lac Prince-Henry
- Lac Princesse-Béatrice
- Lac Red-Deer
- Lac Reindeer (partagé avec la Saskatchewan)
- Lac Sipiwesk
- Lac Southern Indian
- Lac Swan Lake
- Lac Winnipeg
- Lac Winnipegosis
- Lac des Bois (partagé avec l'Ontario et le Minnesota aux États-Unis)

### Nouveau-Brunswick
- Lac Baker
- Lac Chamcook
- Lac Darlings
- Lac Digdeguash
- Lac East Grand
- Lac George
- Grand Lac
- Lac Gulquac
- Lac Harvey
- Lac Inkerman
- Lac Loch-Alva
- Lac Loch-Lomond
- Lac Long
- Lac Magaguadavic
- Lac Maquapit
- Lac Miramichi
- Lac Nictau
- Lac North-Renous
- Lac Oromocto
- Lac Quensel
- Lac Scotch
- Serpentine
- Lac Shogomoc
- Lac Sisson-Branch Reservoir
- Lac Skiff
- Lac South-Oromocto
- Lac Spednic
- Lac Trousers
- Lac Tuadook
- Lac Utopia
- Lac Wauklahegan
- Lac Yoho

### Nouvelle-Écosse
- Île du Cap-Breton :
  - Lac Ainslie
  - Lac Bras d'Or
  - Lac Lock-Lomond
- Région d'Halifax :
  - Lac A
  - Lac Albro
  - Lac Anderson
  - Lac Ash
  - Lac Banook
  - Lac Baptizing
  - Lac Barrett
  - Lac Bayers
  - Lac Beaver
  - Lac Beaverbank
  - Lac Bell
  - Lac Big-Horseshoe
  - Lac Birch-Cove
  - Lac Bissett
  - Lac Blueberry
  - Lac Bottle
  - Lac Camphill
  - Lac Crotched
  - Lac Charles
  - Lac Charlotte
  - Lac Chocolate
  - Lac Colpitt
  - Lac Coxs
  - Lac Cranberry
  - Lac Dark
  - Lac Duck
  - Lac Feely
  - Lac Fenerty
  - Lac First
  - Lac Flat
  - Lac Fletcher
  - Lac Fox
  - Lac Frenchman
  - Lac Frog
  - Lac Golden
  - Lac Governor
  - Lac Grand
  - Lac Halfway
  - Lac Hamilton
  - Lac Haunted
  - Lac Hawkin-Hall
  - Lac Hobsons
  - Lac Jack
  - Lac Kearney
  - Lac Kelly
  - Lac Kelly-Long
  - Lac Kidston
  - Lac King
  - Lac Kinsac
  - Lac Lewis
  - Lac Lily (en)
  - Lac Little
  - Lac Little-Cranberry
  - Lac Little-Grand
  - Lac Little-Pockwock
  - Lac Lizard
  - Lac Long
  - Lac Loon
  - Lac Lovett
  - Lac Major
  - Lac Maple
  - Lac Marsh
  - Lac Maynard
  - Lacs McCabe
  - Lac Mic-Mac
  - Lac Miller (Nouvelle-Écosse)
  - Lac Moon
  - Lac Morris
  - Lac Oak
  - Lac Obrien
  - Lac Otter
  - Lac Porters
  - Lac Quarry
  - Lac Perry
  - Lac Pockwock
  - Lac Powder Mill
  - Lac Ragged
  - Lac Rasley
  - Lac Rocky
  - Lac Russell
  - Lac Second
  - Lac Second
  - Lac Second-Chain
  - Lac Sandy
  - Lac Settle
  - Lac Schmidt
  - Lac Sherbrooke
  - Lac Shubenacadie Grand
  - Lac Six-Mile
  - Lac Soldier
  - Lac Spectacle
  - Lac Springfield
  - Lac Square
  - Lac Sullivan
  - Lac Taylor
  - Lac Thomas
  - Lac Third
  - Lac Three-Finger
  - Lac Three-Mile
  - Lac Tomahawk
  - Lac Topsail
  - Lac Tucker
  - Lac Turf
  - Lac Washmill
  - Lac Webber
  - Lac William
  - Lac Whites
  - Lac Williams
  - Lac Willis
  - Lac Wilson
- Autres endroits :
  - Lac Barrington
  - Lac Big-Mushamush
  - Lac George
  - Lac Great-Barren
  - Lac Great-Pubnico
  - Lac Hog
  - Lac Jordan
  - Lac Kejimkujik
  - Lac Panuke
  - Lac Rossignol
  - Lac Sherbrooke
  - Lac Tobeatic

### Nunavut
- Lac Aberdeen
- Lac Angikuni
- Lac Baker
- Lac Bluenose
- Lac Contwoyto
- Lac Dubawnt
- Lac Ennadai
- Lac Ferguson
- Lac Hall
- Lac Hazen
- Lac Garry
- Lac Kamilukuak
- Lac Kaminak
- Lac Kasba (partagé avec les Territoires du Nord-Ouest)
- Lac MacAlpine
- Lac Maguse
- Lac Mallery
- Lac Ktulik
- Lac Nettilling
- Lac Nueltin (partagé avec le Manitoba)
- Lac Princess-Mary
- Lac Qamanirjuaq
- Lac South-Henik
- Lac Tebesjuak
- Lac Tehek
- Lac Tulemalu
- Lac Yathkyed

### Ontario
- Lac Big-Trout
- Lac Érié (partagé avec New York, l'Ohio et la Pennsylvanie aux États-Unis)
- Lac Huron (partagé avec le Michigan aux États-Unis)
- Lac Nipigon
- Lac Nipissing
- Lac Fairy
- Lac Ontario (partagé avec New York aux États-Unis)
- Lac Rainfy (partagé avec le Minnesota aux États-Unis)
- Lac Sandy
- Lac Saint-Joseph
- Lac La-Seul
- Lac Simcoe
- Lac Sainte-Claire (partagé avec le Michigan aux États-Unis)
- Lac Supérieur (partagé avec le Michigan, le Minnesota et le Wisconsin aux États-Unis)
- Lac Témiscamingue (partagé avec le Québec)
- Lac Triangle
- Lac Trout
- Lac des Bois (partagé avec le Manitoba et le Minnesota aux États-Unis)
- Lac Muskoka

### Québec
Ci-après les lacs du Québec de plus de 50 km2 de superficie.
1. Réservoir de Caniapiscau, 4 318 km2.
2. Réservoir Robert-Bourassa, 2 835 km2.
3. Réservoir La Grande 3, 2 420 km2.
4. Lac Mistassini, 2 335 km2.
5. Réservoir Manicouagan, 1 942 km2.
6. Réservoir Gouin, 1 570 km2.
7. Lac Wiyâshâkimî (ex-lac à l'Eau-Claire), 1 383 km2.
8. Réservoir Laforge 1, 1 288 km2.
9. Lac Champlain, 1 269 km2, Québec, New York et Vermont (États-Unis).
10. Lac Bienville, 1 249 km2.
11. Lac Saint-Jean, 1 041 km2.
12. Réservoir Opinaca, 1 040 km2.
13. Réservoir Decelles, 1 000 km2.
14. Réservoir Pipmuacan, 978 km2.
15. Lac Abitibi, 931 km2, QC, ON.
16. Lac Minto (Nunavik), 761 km2.
17. Lac Sakami, 738 km2.
18. Lac Tasiujaq (ex-lac Guillaume-Delisle), 712 km2
19. Réservoir Cabonga, 677 km2.
20. Réservoir La Grande 4 (ex-Réservoir Outarde-4), 625 km2.
21. Lac aux Feuilles, 611 km2.
22. Réservoir de l'Eastmain 1, 603 km2.
23. Lac Payne, 513 km2.
24. Lac Saint-Pierre, 500 km2.
25. Lacs des Loups Marins, 484 km2.
26. Lac Evans, 479 km2.
27. Lac Manouane, 465 km2.
28. Lac Albanel, 445 km2.
29. Réservoir Baskatong, 413 km2.
30. Réservoir Dozois, 404 km2
31. Lac Plétipi, 339 km2.
32. Lac Kipawa, 300 km2.
33. Lac Témiscamingue, 295 km2, Québec et Ontario.
34. Lac Nichicun, 272 km2.
35. Lac Saint-François, 272 km2, Québec, Ontario et New York.
36. Lac Nantais, 267 km2, 60° 58′ 14″ N, 74° 03′ 03″ O.
37. Lac Kanasuta, 265 km2.
38. Lac Péribonka, 264 km2.
39. Lac au Goéland (rivière Waswanipi), 251 km2.
40. Lac Faribault, 248 km2.
41. Lac Maicasagi, 244 km2.
42. Lac Matagami, 236 km2.
43. Lac Kénogami, 227 km2.
44. Lac Chibougamau, 206 km2.
45. Lac Waswanipi, 205 km2.
46. Réservoir Kempt, 185 km2.
47. Lac Tasialujjuaq, 162 km2.
48. Lac D'Iberville, 151 km2.
49. Lac des Deux Montagnes, 150 km2.
50. Lac Saint-Louis, 148 km2.
51. Lac des Quinze (Témiscamingue), 145 km2.
52. Lac La Potherie, 116 km2.
53. Lac Témiscouata, 114 km2.
54. Lac Magpie, 110 km2.
55. Grand lac Victoria, 108 km2.
56. Lac Olga (rivière Waswanipi), 106 km2.
57. Lac Memphrémagog, 102 km2, Québec et Vermont.
58. Réservoir Taureau, 95 km2.
59. Lac Assinica, 93 km2.
60. Réservoir Du-Poisson-Blanc, 82 km2.
61. Lac Malartic, 76 km2.
62. Lac Preissac, 73 km2.
63. Lac Simard, 70 km2.
64. Lac Kénogami, 57 km2.
65. Lac Parent, 53 km2.
66. Grand lac Saint-François, 51 km2.

### Saskatchewan
- Lac Amisk (Alberta)
- Lac Athabasca (partagé avec l'Alberta)
- Lac Big Quill
- Lac Black
- Lac Churchill
- Lac Cold (partagé avec l'Alberta)
- Lac Cree
- Lac Cumberland
- Lac Davey
- Lac de la Dernière-Montagne
- Lac Deschambault
- Lac Diefenbaker
- Lac Dorė
- Lac Frobisher
- Lac La Loche
- Lac la Ronge
- Lac Little-Quill
- Lac Montréal
- Lac La Vieille (lake Old-Wives)
- Lac Peter Pond
- Lac Pinehouse
- Lac Beaver
- Lac Primrose (partagé avec l'Alberta)
- Lac Scott (partagé avec les Territoires du Nord-Ouest)
- Lac Reindeer ( ou lac du Caribou, partagé avec le Manitoba)
- Lac Selwyn (partagé avec les Territoires du Nord-Ouest)
- Lac Tazin
- Lac Tobin
- Lac Wollaston

### Terre-Neuve-et-Labrador
- Lac Ashuanipi
- Lac Atikonak
- Lac Brûlé (situé à la frontière du Québec et du Labrador)
- Lac Grand
- Lac Joseph
- Lac Melville
- Lac Mistastin
- Réservoir Smallwood

### Territoires du Nord-Ouest
- Lac de l'Artillerie
- Lac Aylmer
- Lac Belot
- Lac Boyd
- Lac Blackwater
- Lac des Bois
- Lac Buffalo
- Lac Clinton-Colden
- Lac Colville
- Grand Lac des Esclaves
- Grand Lac de l'Ours
- Lac de Gras
- Lac Faber
- Lac Firedrake
- Lac Hjalmer
- Lac Hottah
- Lac Howard
- Lac Kasba (partagé avec le Nunavut)
- Lac Keller
- Lac La-Martre
- Lac Lynx
- Lac MacKay
- Lac Maunoir
- Lac Mosquito
- Lac Nonacho
- Lac Point
- Lac Scott (partagé avec la Saskatchewan)
- Lac Selwyn (partagé avec la Saskatchewan)
- Lac Sitidyi
- Lac Snowbird
- Lac Tathlina
- Lac Trout
- Lac Whitefish
- Lac Wholdaia

### Yukon
- Lac Aishihik
- Lac Alligator
- Lac Atlin (partagé avec la Colombie-Britannique)
- Lac Bennett (partagé avec la Colombie-Britannique)
- Lac Dezadeash
- Lac Emerald
- Lac Frances
- Lac Kluane
- Lac Kusawa
- Lac Laberge
- Lac Marsh
- Lac Mayo
- Lac Nares
- Lac Quiet
- Lac Snafu
- Lac Spirit
- Lac Schwatka
- Lac Tagish (partagé avec la Colombie-Britannique)
- Lac Tarfu
- Lac Teslin (partagé avec la Colombie-Britannique)
- Lac Wolf